# Thyreodon sharkeyi
Thyreodon sharkeyi är en stekelart som beskrevs av Ian D. Gauld 2004. Thyreodon sharkeyi ingår i släktet Thyreodon och familjen brokparasitsteklar. Inga underarter finns listade i Catalogue of Life.